# هايدن هيرست
هايدن هيرست (بالإنجليزية: Hayden Hurst)‏ هو لاعب كرة قدم أمريكية أمريكي، ولد في 24 أغسطس 1993 في جاكسونفيل في الولايات المتحدة.

## روابط خارجية
- هايدن هيرست على موقعبيزبول رفرنس.كوم (الدوري الثانوي) (الإنجليزية)
- هايدن هيرست على موقع إي إس بي إن.كوم (أن.أف.أل)3
- هايدن هيرست على موقع مرجع كرة القدم المحترفة.كوم (الإنجليزية)
- هايدن هيرست على موقع كلية كرة القدم في سبورتس رفرنس.كوم (الإنجليزية)